# 大沙灣石圍遺構

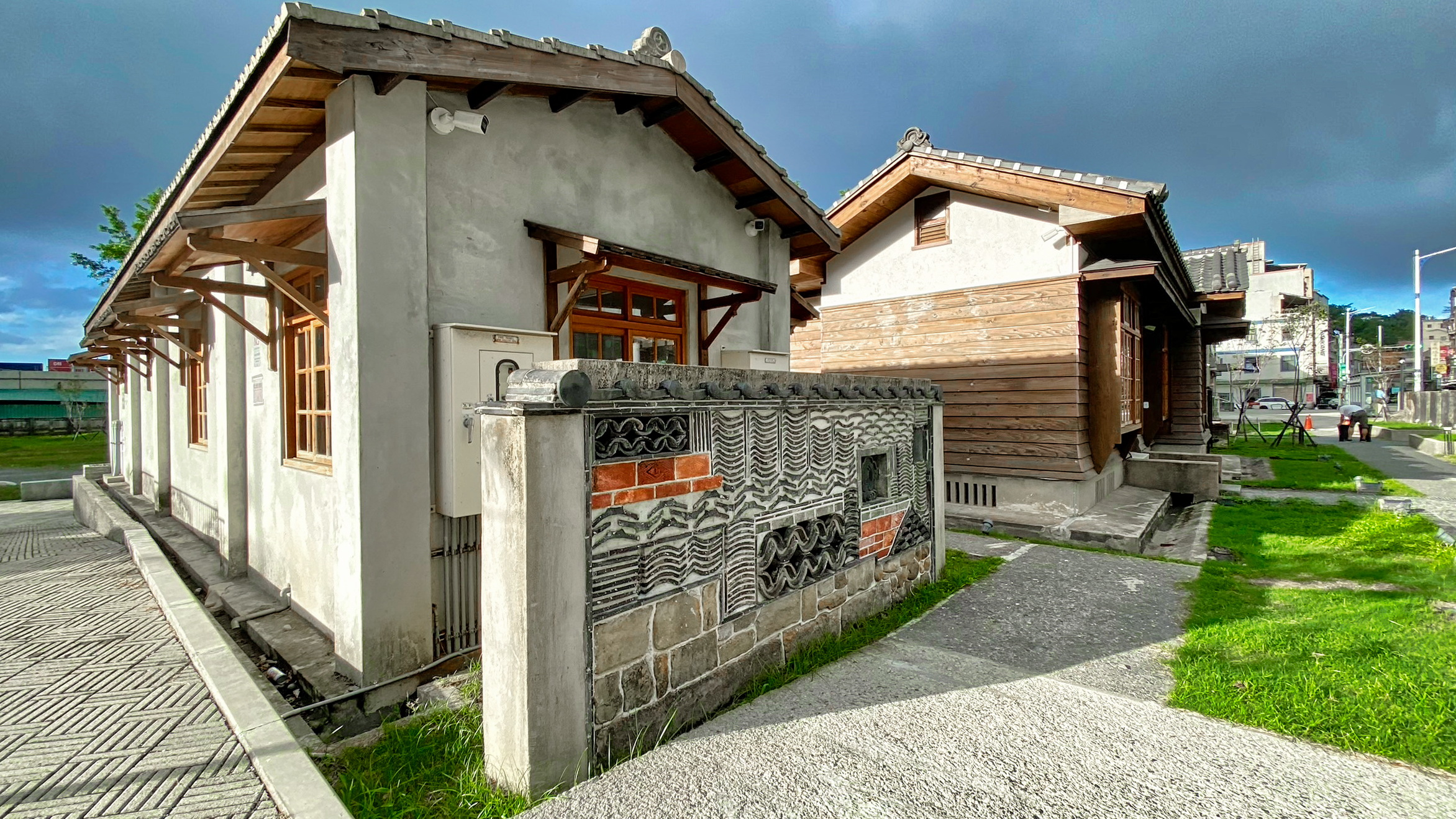
沙灣歷史文化園區

大沙灣石圍遺構，是位於臺灣基隆市中正區中砂里中正路的軍事遺跡，2007年9月13日登錄為基隆市歷史建築。

## 歷史
基隆古稱雞籠，自古就為北臺灣海防的重要地帶，其中大沙灣石圍遺構位於大沙灣地區的平坦沿岸，設置在可追溯至1840年（道光二十年）建造的軍事防禦工事，姚瑩和台灣鎮總兵達洪阿會稟的《節錄臺灣十七口設防狀》，可知此刻清廷在經歷此戰事後就有在籌備基隆地區軍事設施的建設計畫：
|  | …嗣於東口門之大沙灣設礮臺，孤懸難守．海寇之亂，礮數搶失，遂廢，至今未建；；而口門寬深，彼必窺伺．今相度形勢，於境內正對口門之二沙灣，築礮墩八座，設二千觔礮二位，一千五百觔礮二位，一千觔礮四位，五百觔礮二位．調頭圍守備許長明帶兵八十名，督同雞籠本汛把總弁兵一百五十名守之．更於向內二里許之三沙灣，築礮墩八座，以艋舺縣丞宓惟慷帶鄉勇五十名調屯，外委一員帶屯丁一百名守之，以為應援．滬尾水師千總葉國棟、外委林光華、額外一員，駕戰船四隻，雇用商船二隻，配弁兵二百二十名，水勇一百名，在澳內泊守．使敵人登岸，則山峻水深，可以扼險憑高擊之，不足慮矣。 |

1841年（道光二十一年），該城在第一次鴉片戰爭期間之大安之役曾遭受損壞，1876年（光緒二年），因應戰事因素影響，清廷將源於1840年期間建造的雞籠炮台，故築為新式砲臺（舊二沙灣砲台），由於所處位置容易遭受敵人砲擊，故需要修築石圍來抵禦沿海外寇等防衛作用，此外考慮到沿岸地勢低窪，容易受到潮汐影響受到侵蝕，因此石圍同時亦有防潮的功能，也能夠連結周遭的營壘設施。
隨著1884年8月5日清法戰爭西仔反戰役期間，法軍率領 5 艘軍艦與守軍交戰 5 小時後由側面攻擊新式炮台，新式炮台無由發揮作用，導致法軍佔領並破壞大沙灣地區的砲台設施，此後臺灣巡撫劉銘傳之後於周遭地區另改築有著天然掩蔽的新式高地砲台，如後來建造於山丘上的新二沙灣砲台及頂石閣砲台等，損失慘重的原新式炮台則失去其軍事防禦性，最終清廷將砲台與石圍遺構也廢置於原址，並隨著日治時期和戰後時期的聚落及基隆港擴寬工程發展而受到破壞，現存遺構殘蹟僅存三處，部分殘蹟位於東側民宅內，並在近年內考古調查挖掘中發現新式砲台與建築等一系列地下遺跡。
2020年，大沙灣石圍遺構在納入「大基隆歷史場景再現計畫」的計畫下進行保存行動，並自2021年起涵納於「沙灣歷史文化園區」展區，現則進行串聯和周遭古蹟群整合成大型公園，與交通串聯改善等整修工程供遊客參觀。

## 現存遺跡

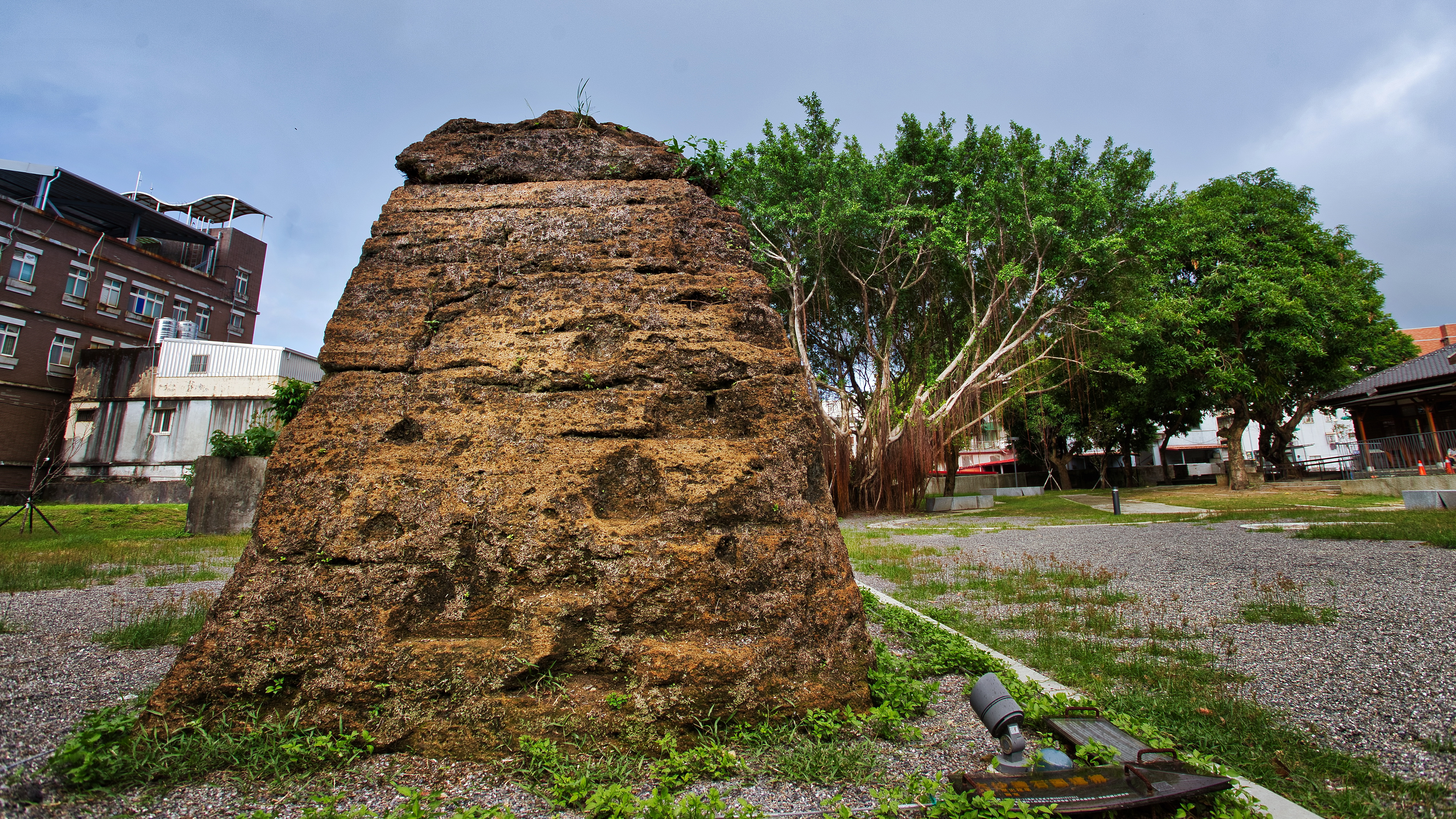
大沙灣石圍遺構

大沙灣石圍現留存的範圍結構群呈現「U」字形，整體為平面型砲臺型制，其中保存最為完善的石圍遺跡，能夠看出石圍是以三合土牆上再壓砂岩，這些材料具有承受重量及圍護的功用。下段則為夯土構造，因有糯米成分，故一般人遂稱為「嘛糬城」，此外在近期也發現長形榫口及置放鐵件的痕跡，顯示石圍在完工後曾多次修整。其他清代時期所建之砲台建材有所不同。

## 外部連結
- 大沙灣石圍遺構——文化部文化資產局 （页面存档备份，存于）
- 大沙灣石圍遺構——文化部iCulture （页面存档备份，存于）
- 大沙灣石圍遺構——大基隆歷史場景再現計畫
- 石圍之辨—— 大沙灣石圍遺構考據調查 （页面存档备份，存于）